# Julius Manigold
Julius Manigold (* 23. November 1873 in Masmünster; † 20. Januar 1935 in Würzburg) war ein deutscher Komponist und Flötenvirtuose.

## Leben
Manigold wurde 1873 im elsässischen Masmünster geboren und erhielt schon frühzeitig von seinem Vater den ersten Musikunterricht. 1888 trat er in das Straßburger Konservatorium ein und wirkte dort ab 1890 im städtischen Orchester mit. 1892 nahm er seine erste Stelle als 1. Flötist und Solist im Kurorchester Bad Kissingen an. Es folgten Engagements in Majorenhof (Lettland), Davos, Interlaken, Gera als 1. Soloflötist 1894–96 und Zürich. 1896 erhielt Manigold die Stellung eines 1. Flötisten der herzoglichen Hofkapelle in Meiningen, 1908 den Titel des Herzoglichen Kammervirtuosen. 1901 wurde Manigold dort mit der Goldenen Verdienstmedaille für Kunst und Wissenschaft ausgezeichnet. 1902–09 wirkte er bei den Bayreuther Festspielen, 1903, 1906 und 1909 an den Niederrheinischen Musikfesten in Aachen mit und galt als einer der besten Flötenvirtuosen jener Zeit. 1910 wurde er an die Königliche Musikschule (heute Hochschule für Musik Würzburg) verpflichtet und unterrichtete dort die Fächer Flöte und Klavier.
Als Komponist trat er mit Stücken für Flöte und Klavier hervor, die sich allgemeiner Beliebtheit erfreuten. Bemerkenswert ist sein Flötenkonzert op. 6, ein hochromantisches Konzert, das den technischen und klanglichen Möglichkeiten der Flöte gerecht wird.